# Zuid-Beijerland
Zuid-Beijerland là một làng ở tỉnh Zuid-Holland, Hà Lan. Ngôi làng nằm trong khu tự quản Hoeksche Waard, cách Spijkenisse 10 km về phía nam.
Ngôi làng ban đầu có tên là Den Hitsert. Tên hiện tại được sử dụng lần đầu tiên từ năm 1839 đến năm 1859. Tên gọi này được đặt theo tên của vùng đất thấp có đê bọc cùng tên. Từ Zuid (nghĩa là phía nam) được đặt để phân biệt với Oud-Beijerland và Nieuw-Beijerland.
Zuid-Beijerland có dân số 798 người năm 1840. Địa vị của Zuid-Beijerland là một khu tự quản độc lập cho đến năm 1984, khi được sáp nhập vào khu tự quản Korendijk, sau này là Hoeksche Waard.

## Hình ảnh

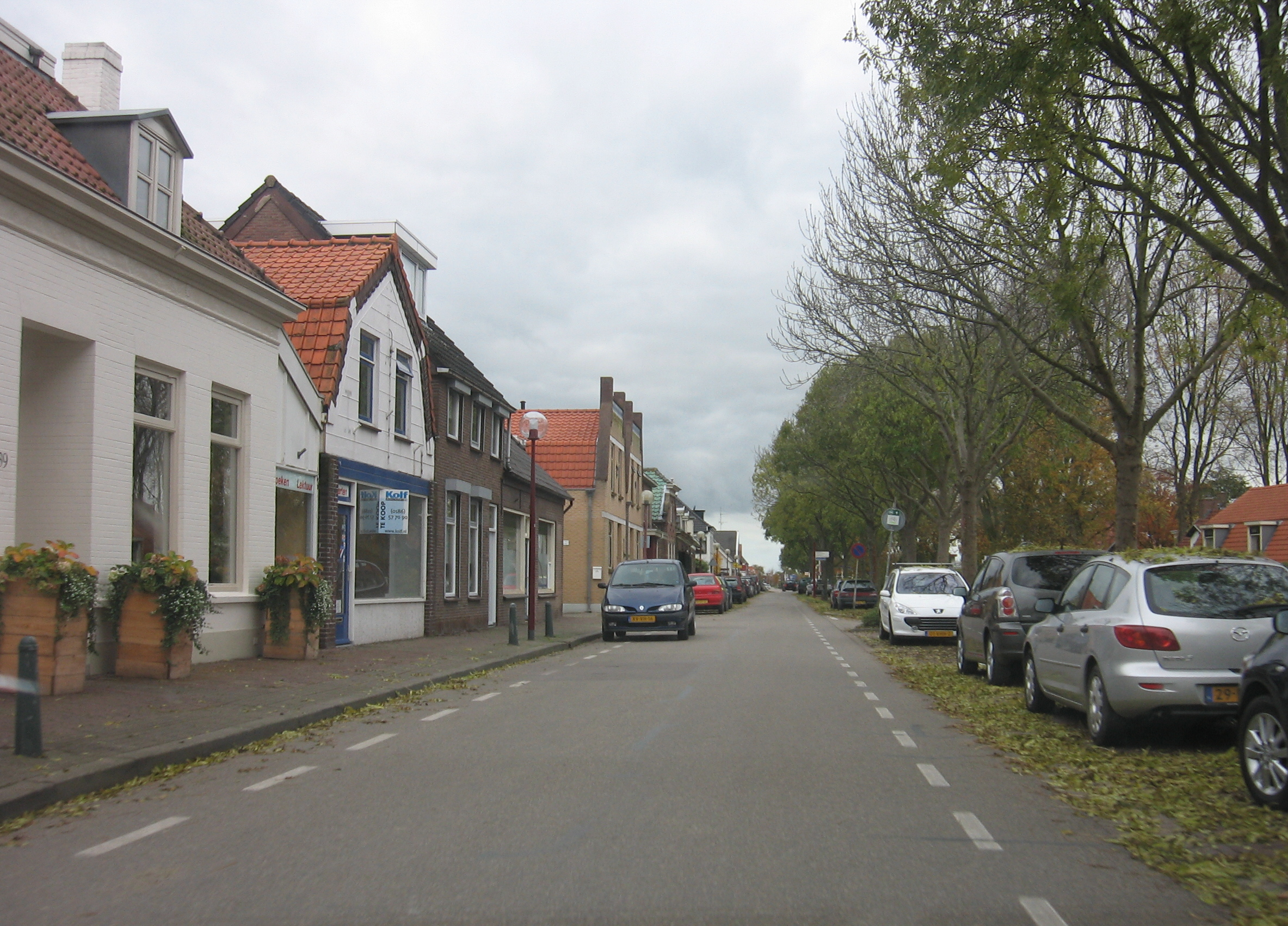
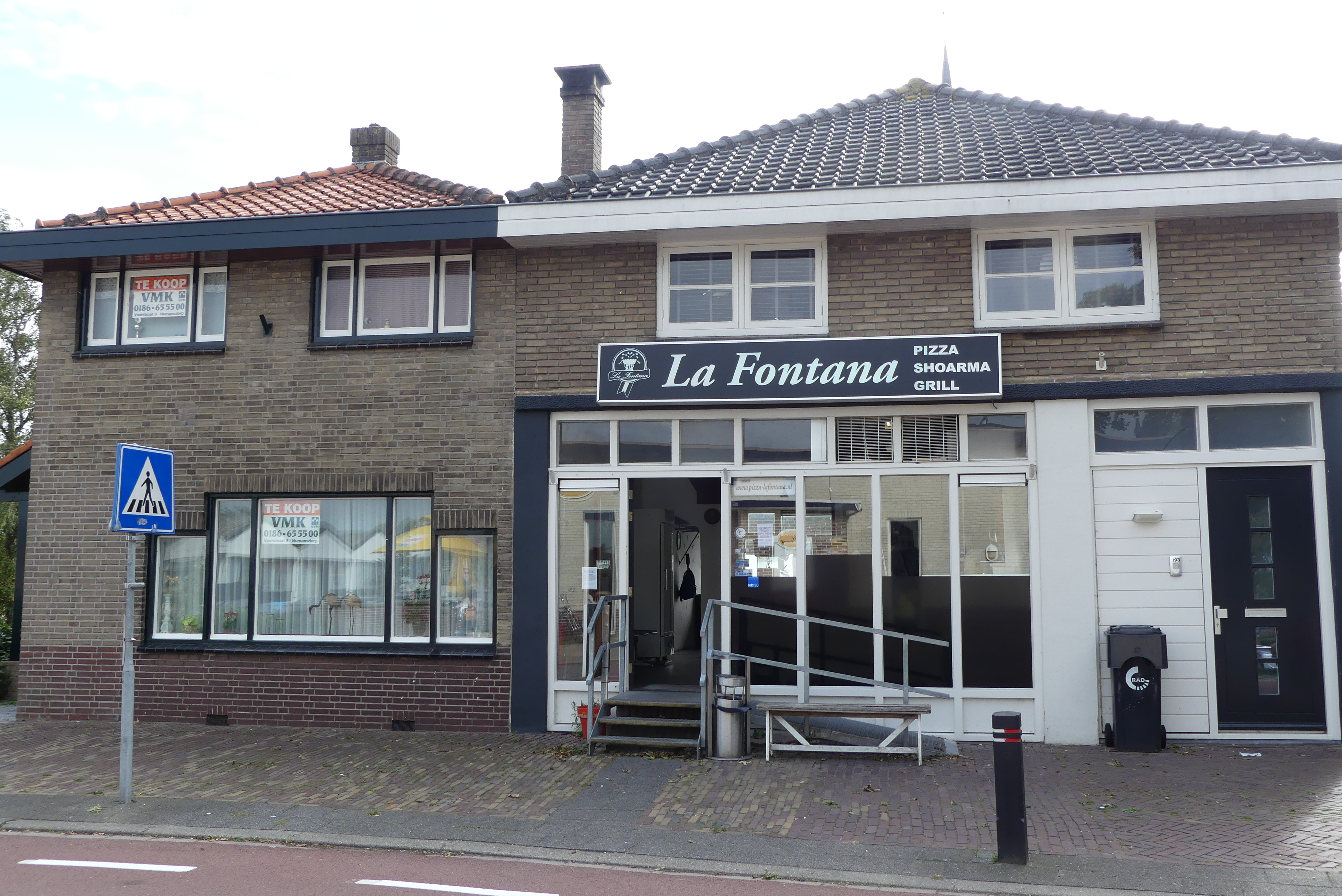
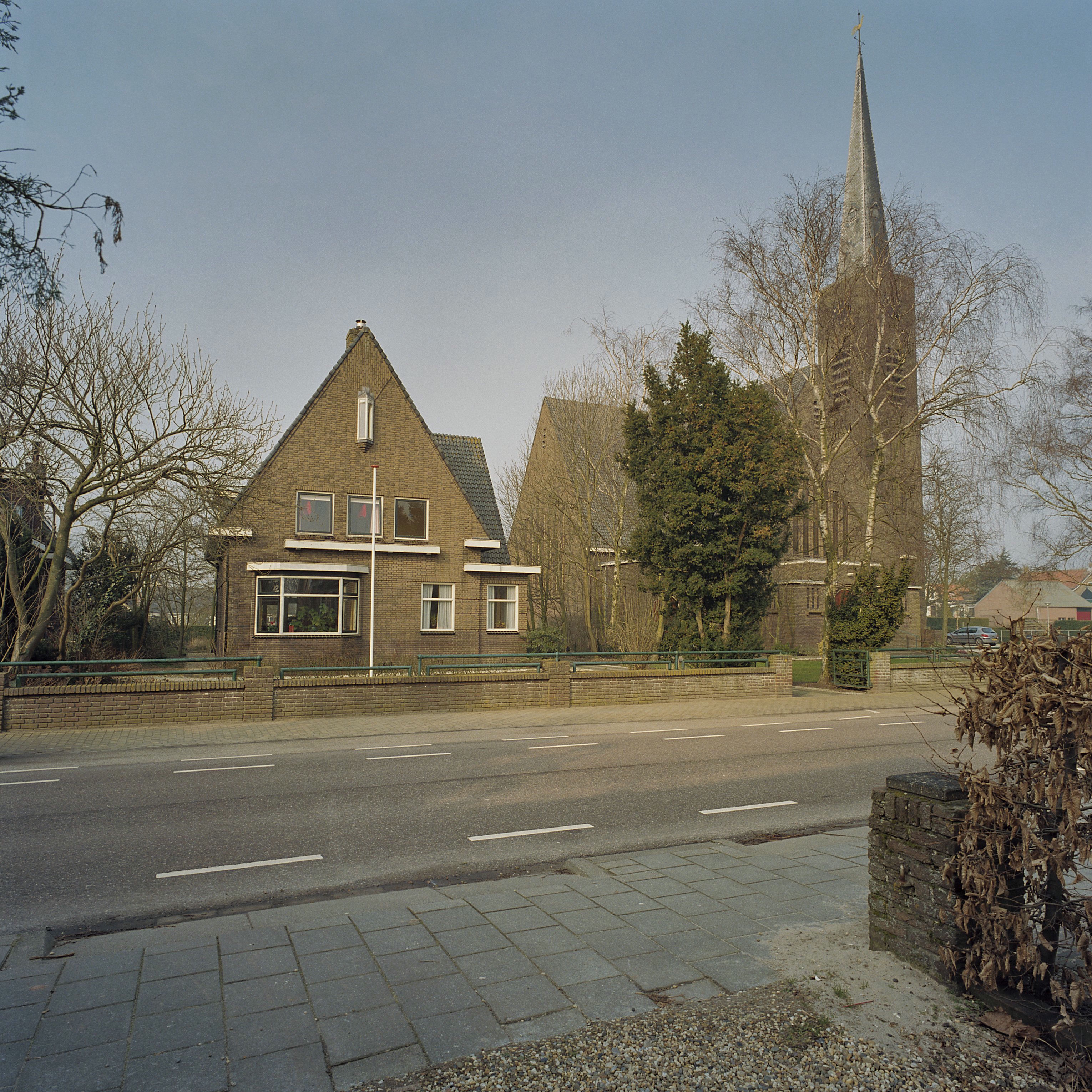
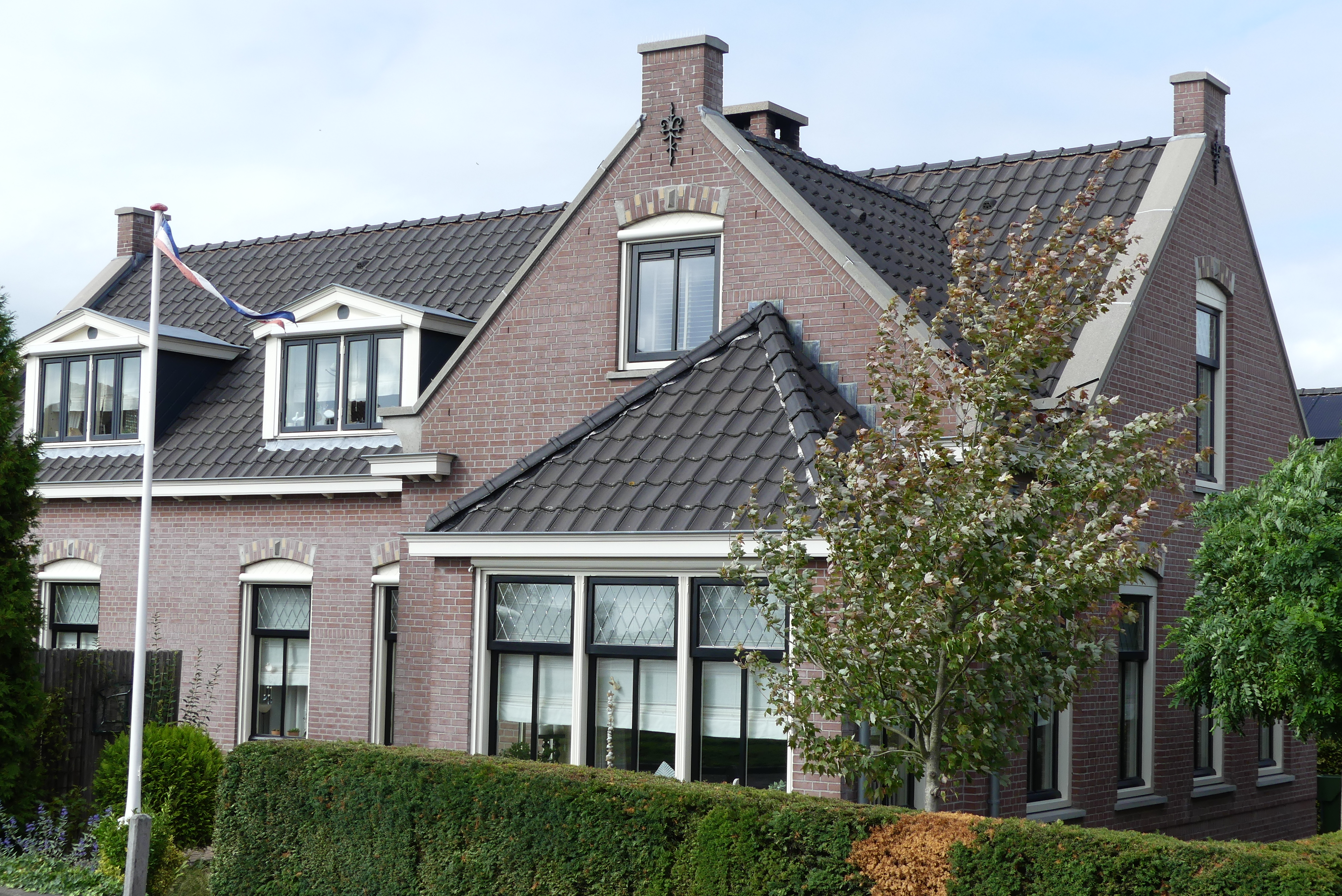